# Laura Rappoldi
 (mai 2025).
Si vous disposez d'ouvrages ou d'articles de référence ou si vous connaissez des sites web de qualité traitant du thème abordé ici, merci de compléter l'article en donnant les références utiles à sa vérifiabilité et en les liant à la section « Notes et références ».
Laura Rappoldi, née le 14 janvier 1853 à Mistelbach et morte le 2 août 1925 à Dresde, est une pianiste et compositrice d'Autriche-Hongrie.

## Biographie
Née à Mistelbach, Laura Kahrer, fille d'un fonctionnaire, reçoit très tôt des cours de musique et des cours de piano dès l'âge de dix ans. Déjà à l'âge de onze ans, elle écrit ses propres compositions. Encouragée par l'impératrice Élisabeth, elle suit une formation complémentaire de 1866 à 1869 au Conservatoire de Vienne, entre autres auprès de Josef Dachs, Felix Otto Dessoff et Anton Bruckner. En 1868, elle remporte le premier prix d'un concours de piano et de composition. Elle est également encouragée par Anton Rubinstein. En 1870 et 1873, Kahrer est l'élève de Franz Liszt à Weimar. En 1871 et 1872, il étudie avec Adolph von Henselt à Saint-Pétersbourg, et en 1874 avec Hans von Bülow à Munich.
Elle et sa famille font également des tournées de concerts en Allemagne, en Pologne et en Russie dans les années 1870. Le projet d'un voyage en Amérique est abandonné après la mort de sa mère en 1873 et de son père en 1875.
En 1874, elle épouse à Stettin le musicien viennois Eduard Rappoldi, qu'elle a déjà rencontré en 1870 lors d'un concert commun à Prague. En 1877, son mari est nommé professeur royal saxon. En 1876, leur fils Adrian Rappoldi naît. Le couple a cinq enfants.
Le couple fait d'autres tournées de concerts ensemble : en 1877 et 1878 au Danemark, en 1878 de nouveau au Danemark, dans le Land d'Oldenbourg et à travers les pays du nord et de l'ouest de l'Empire allemand, en 1880 et 1881 en Autriche et en Angleterre, entre autres. En 1885 et 1886, elle entreprend avec Amalie Joachim une tournée européenne à travers l'Allemagne, l'Autriche, la Russie, la Suisse et la Hongrie.
Les soirées de musique de chambre sont populaires, où Rappoldi se produit avec son mari (plus tard aussi son fils). Le Royaume de Saxe la nomme Virtuose de la Chambre royale saxonne en 1879. À la fin des années 1880, Rappoldi s'installe à Dresde à la demande de son mari et à partir de 1890, elle donne des cours de piano à la Hochschule für Musik Carl Maria von Weber. Elle est nommée professeur en 1911. À partir de 1921, elle dirige des master classes de piano.
Rappoldi meurt à Dresde à l'âge de 72 ans.